# Herrenmühle (Hanau)

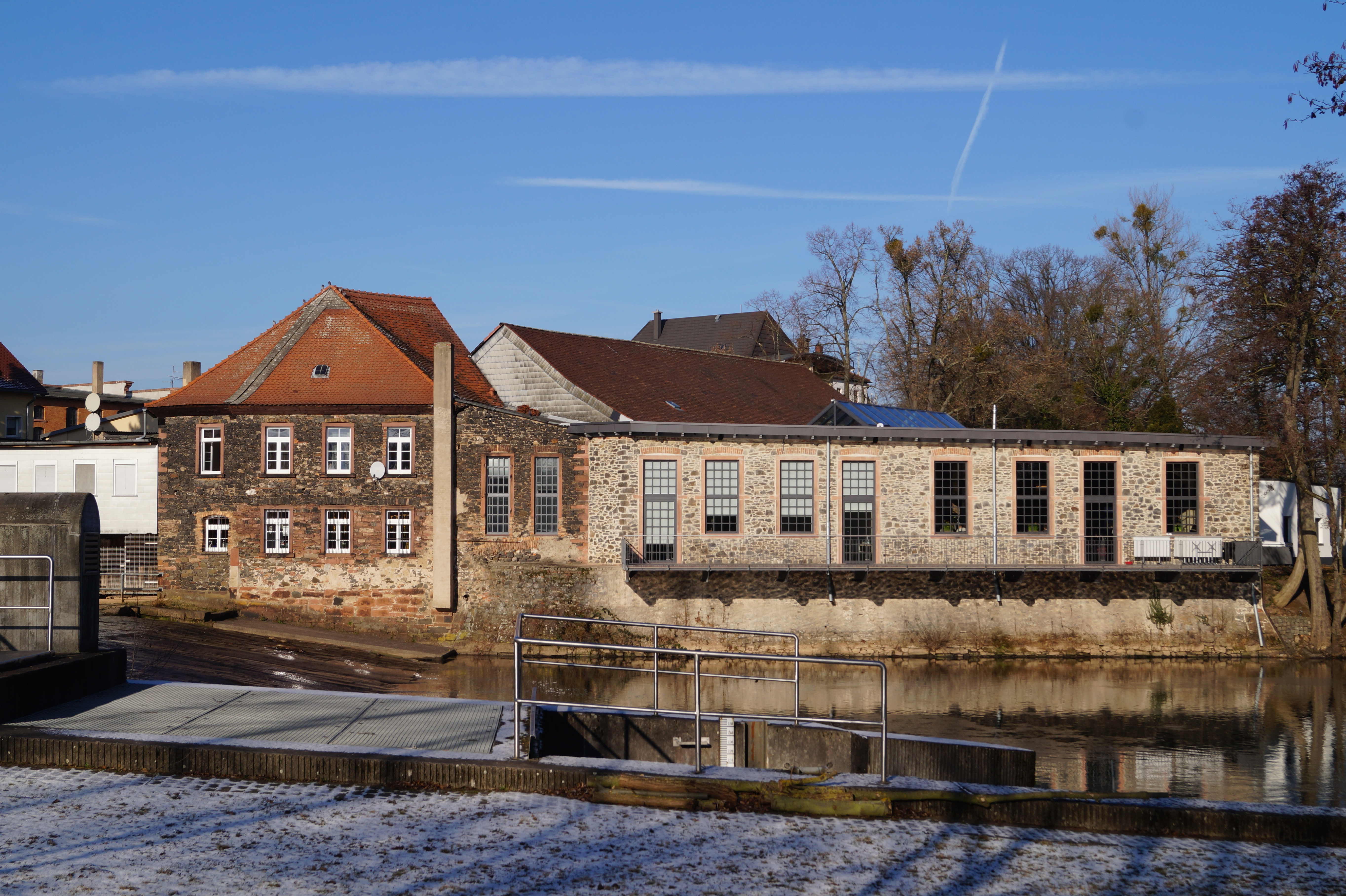
Ansicht von der Kinzigseite mit dem Wehr.

Die Herrenmühle (auch Herrnmühle) in Hanau, Main-Kinzig-Kreis, war eine Wassermühle und die größte Mühlenanlage in der Stadt.

## Geographische Lage
Die ehemalige Mühle lag, der Hanauer Altstadt und dem Schloss östlich vorgelagert, an einem Kinzigbogen, dessen hier von dem Fluss umflossene Halbinsel von dem Mühlengraben auf kürzestem Weg durchschnitten wird. Unmittelbar unterhalb des Einflusses zum Mühlengraben aus der Kinzig befindet sich ein Stauwehr, das das Wasser für den Einfluss in den Mühlgraben aufstaut. Straßenseitig liegt die Anlage an der Nordstraße.

## Geschichte
Die älteste urkundliche Erwähnung der Anlage stammt aus dem Jahr 1402. Sie löste eine ältere Mühle ab, die Burgmühle. Die Mühle war vor allem eine Getreidemühle mit 10 oder 11 Mahlgängen. Hinzu kam eine Sägemühle, eine Ölmühle, zwei Walkmühlen und zwei weitere Mühlen.
Die Mühle stand im Eigentum der Herren und Grafen von Hanau. Sie diente der Versorgung von Stadt und Schloss mit Mehl und anderen zu verarbeitenden Produkten. Die Anlage wurde im späten Mittelalter errichtet, auch wenn die ältesten heute sichtbaren Gebäudeteile aus der Renaissance datieren. Erhalten ist eine Bauinschrift mit der Jahreszahl 1520. Die Mühle wurde zunächst verpachtet und dann von der Herrschaft von 1600 bis etwa 1780 auf eigene Rechnung betrieben. Anschließend war sie wieder verpachtet. Die Mühle scheint sehr profitabel gewesen zu sein, da die Bürger der Hanauer Alt- und Neustadt sowie die Bewohner einer Reihe umliegender Dörfer verpflichtet waren, dort mahlen zu lassen.
Ab dem Ende des 19. Jahrhunderts wurden Turbinen zur Elektrizitätserzeugung eingebaut. Diese waren bis 1942 in Betrieb.

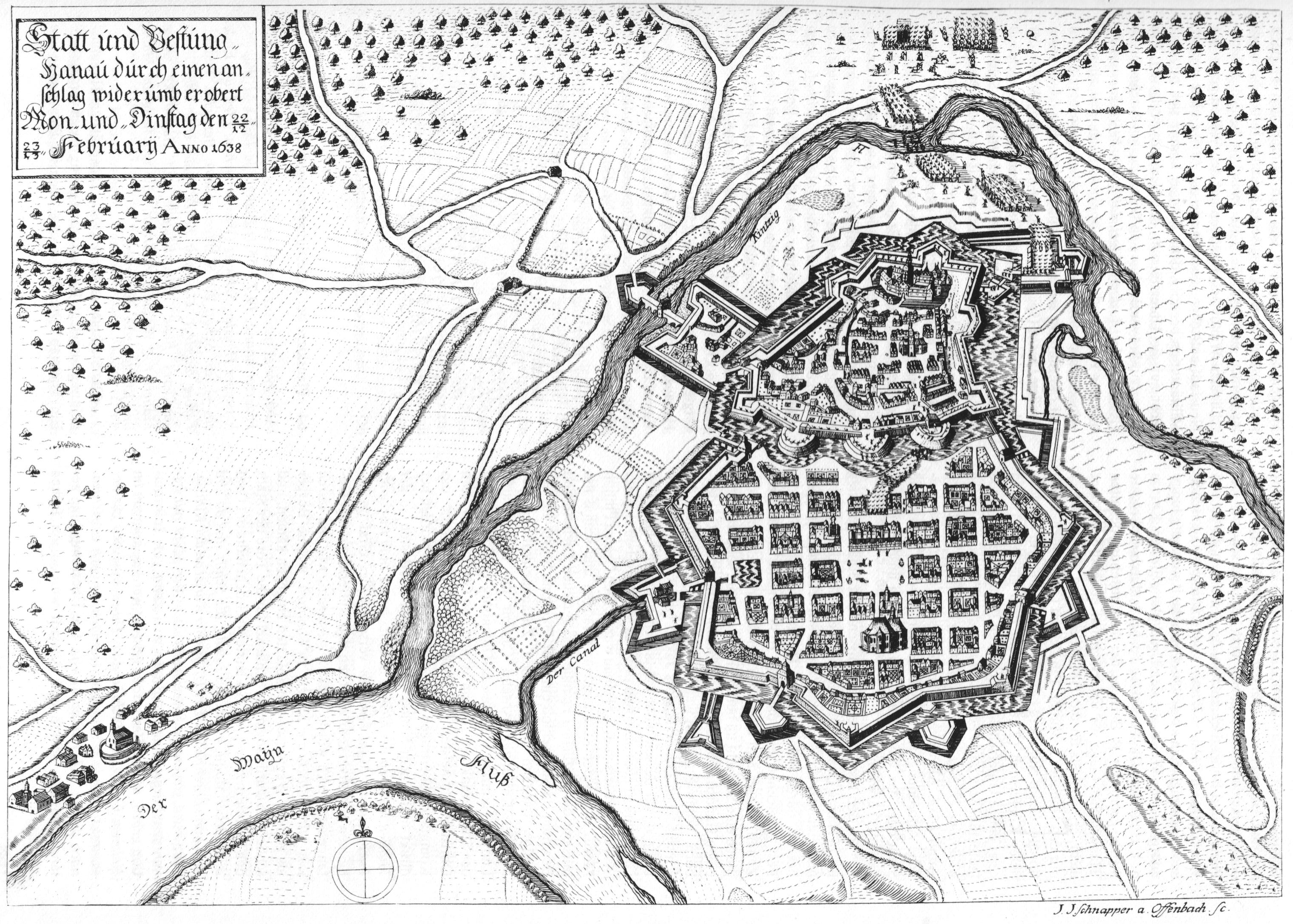
Eroberung Hanaus im Handstreich, Kupferstich von J.J. Schnapper aus dem 17. Jahrhundert.

## Gebäude
Die Herrenmühle war in die Stadtbefestigung Hanau integriert, bildete dort aber auch einen Schwachpunkt. So erfolgte die Besetzung der Stadt durch Truppen des Grafen Philipp Moritz von Hanau-Münzenberg, die den die Stadt besetzt haltenden General Jakob von Ramsay mit diesem Handstreich 1638 überwältigten, indem sie über das Mühlenwehr in die Stadt eindrangen.
An historischem Gebäudebestand ist erhalten: Das Wehr und die Brücke über den Mühlgraben aus dem 16./17. Jahrhundert, das Mühlenbecken, vermutlich aus dem 17. Jahrhundert, Reste von Hochbauten aus der Zeit um 1730 und ein Turbinenhaus aus der zweiten Hälfte des 19. Jahrhunderts. In dem Mühlenbecken liefen 11 unterschlächtig betriebene, gegeneinander versetzte Mühlräder, mit denen eine entsprechende Zahl von Getreidemahlwerken betrieben wurde. 1874 wurden fünf Mühlräder durch zwei Turbinen für die Stromerzeugung ersetzt. Zu dem Gebäudeensemble gehört außerdem noch die Maschinenhalle der Firma Wernig von 1894. Es stellt ein Kulturdenkmal dar und ist durch das Hessische Denkmalschutzgesetz geschützt. Es ist auch Bestandteil der Route der Industriekultur Rhein-Main.